# Luciobarbus sclateri
El barbo andaluz  o barbo gitano (Luciobarbus sclateri) es una especie de peces de la familia Cyprinidae, orden Cypriniformes.
Es un pez dulceacuícola en el que las hembras pueden llegar a alcanzar unos 40 cm de longitud total, aunque se han encontrado ejemplares de casi un metro, los machos son más pequeños y en la época de freza muestran protuberancias nasales, los colores van desde el apagado verde oliva al amarillo-naranja.
Es un endemismo de la península ibérica, su distribución abarca las cuencas de los ríos Guadalquivir, Guadiaro, Guadalete, Guadalhorce, Segura, afluentes del tramo bajo del Guadiana y otras pequeñas cuencas de Andalucía (España) hasta la cuenca del río Vélez en Málaga. También se encuentra en el sur de Portugal, en los ríos Mira, Seixe y Arade.